# Госслер, Конрад фон
Конрад фон Госслер (нем. Konrad von Goßler; 8 ноября 1881, Цихтау — 9 сентября 1939, Берлин-Груневальд) — немецкий военачальник, генерал кавалерии (1938).

## Биография
Вступив в 1902 году фанен-юнкером в 1-й Бранденбургский драгунский полк № 2 Королевской прусской армии, 18 августа 1902 был произведен в лейтенанты. Осенью 1908 года он был переведен в конно-егерский полк № 5 и 18 августа 1910 стал обер-лейтенантом.
В годы первой мировой войны, в основном, занимал штабные должности. С 8 октябре 1914 — ротмистра. До завершения боевых действий успел заслужить два Железных креста и многие другие награды.
По окончании войны переведён в Рейхсхеер. На момент сокращения армии до 200 000 весной 1920 года — в штабе 1-й кавалерийской дивизии (Франкфурт-на-Одере). После дальнейшего сокращения (до 100 000 человек) — при штабе 3-й кавалерийской дивизии (Веймар). С 1 ноября 1922 назначен командиром эскадрона в 14-м кавалерийском полку. 1 апреля 1923 произведен в чин майора, далее командир 1-го эскадрона в Людвигслюсте. 1 октября 1924 переведен в штаб 5-й дивизии Рейхсвера (Штутгарт), где и провёл несколько последующих лет. С 1 февраля 1929 — подполковник. 1 октября 1929 года назначен начальником штаба 2-й кавалерийской дивизии (Бреслау). С 1 апреля 1931 — командир 7-го (Прусского) конного полка там же. 1 октября 1931 повышен в чине до полковника.
1 октября следующего, 1932 года был переведен в военное министерство, позднее назначен главой отдела сухопутных войск (T1). 1 февраля 1934 года сменил полковника Эрвина фон Вицлебена на посту командующего VI округом в Ганновере. С 1 апреля 1934 — генерал-майор.
Название тогдашней должности фон Госслера (просуществовавшее до октября 1934) призвано было скрывать подлинное назначение — командира будущей 6-й пехотной дивизии.
1 февраля 1935 назначен начальником артиллерии VI округа.
После начала переформирования частей Рейхсвера в Вермахт, 15 октября 1935 был назначен командовать 19-й пехотной дивизией. 1 января 1936 произведен в генерал-лейтенанты, а 1 февраля 1938 — в генералы от кавалерии.
1 марта 1938 Госслер сдав пост генерал-майору Гюнтеру Швантесу, был переведен в OKH в Берлине где стал начальником инспекции кавалерии (In 3).
C ноября 1938 года — в распоряжении главкома сухопутных войск. 31 марта 1939 года уволен в отставку.
Скончался вскоре после начала Второй мировой войны, 9 сентября 1939 года.

## Награды
- Железный крест (1914) 2-го и 1-го класса (Королевство Пруссия)
- Королевский орден Дома Гогенцоллернов рыцарский крест с мечами (Королевство Пруссия)
- Крест Фридриха Августа 1-го класса (Великое герцогство Ольденбург)
- Орден Альбрехта командорский крест 2-го класса с мечами (Королевство Саксония)
- Орден Фридриха командорский крест 2-го класса с мечами (Королевство Вюртемберг)
- Орден Церингенского льва рыцарский крест 2-го класса с мечами (Великое герцогство Баден)
- Орден Вендской короны рыцарский крест (Великое герцогство Мекленбург-Шверин)
- Крест «За военные заслуги» 3-го класса с воинским отличием (Австро-Венгрия)
- Почётный крест Первой мировой войны 1914/1918 с мечами (1934)
- Медаль «За выслугу лет в вермахте» (1936) 1-го класса
- Орден «За военные заслуги» офицерский крест (Царство Болгария)